# Янг, Ларри
Ларри Янг (Larry Young; в ранние годы выступал как Ларри Янг младший / Larry Young Jr.; настоящее имя Ларри Джон Маккой / Larry John McCoy; исламское имя Халид Ясин Абдул Азиз / Khalid Yasin Abdul Aziz) (7 октября 1940, Ньюарк, Нью-Джерси, США — 30 марта 1978, Нью-Йорк, США) — американский джазовый органист. Первым начал применять подход модального джаза на своём инструменте. В то же время в 1960-х много работал и в характерном для большинства джазовых органистов своего времени стиле соул-джаз. Оказал влияние на становление фьюжна как участник ансамблей Майлза Дэвиса (Bitches Brew, 1969), The Tony Williams Lifetime (1969—1971), Джона Маклафлина (Devotion, 1970). На сольных альбомах 1970-х годов разрабатывал тенденцию к объединению фанка и фри-джаза (фри-фанк). В период с 1960 по 1977 год записал 13 сольных альбомов, участвовал во многочисленных проектах других джазовых музыкантов.

## Биография

### Ранние годы
Ларри Джон Маккой родился в Ньюарке, штат Нью-Джерси, 7 октября 1940 года у Агнес Маккой (Agnes McCoy) и Ларри Янга старшего (Larry Young Sr.), который был профессиональным органистом. Репетиции, проходившие дома, и записи, которые слушал отец, обратили Ларри к музыке в весьма раннем возрасте. Отец стал первым учителем Ларри в области классической музыки и джаза.
В 1954 году Янг поступает в Высшую школу художеств (Arts High School) в Ньюарке. Во время учёбы входит в вокальную группу The Challengers, исполняя партию баса. Начинает принимать участие в джазовых джем-сейшнах. В этот период он берёт псевдоним Ларри Янг младший, выступая в местных клубах наряду со своим отцом, Ларри Янгом старшим.
В 1957 году Ларри Янг становится профессиональным музыкантом, выступая в местных ритм-энд-блюзовых ансамблях в Ньюарке и Элизабет, Нью-Джерси.

### 1960-е
В 1960—1962 годах на Prestige Records выходят три сольных альбома. В этот период Янг исполняет преимущественно соул-джаз и джаз на блюзовой основе. Альбомы этого периода в соответствии с концепцией Prestige отличаются сырым неотрепетированным звуком. В 1962 году в составе трио с Дэйвом Блокером (Dave Blocker) и трубачом Вуди Шо (Woody Shaw), ещё одним выпускником High School, отправляется в Париж.
Сменив лейбл на Blue Note, Янг с 1964 по 1969 годы записывает ряд альбомов как бэндлидер (в том числе Unity, 1965). Под влиянием Джона Колтрейна музыка Янга движется в сторону более сложных джазовых стилей — пост-бопа (Unity), модального джаза («Majestic Soul» и «Means Happiness» с альбома Contrasts; «The Hereafter» с альбома Heaven On Earth), фри-джаза (Of Love And Peace). В эти же годы участвует в записях других артистов Blue Note, особенно часто гитариста Гранта Грина. Грин, Янг и барабанщик квартета Джона Колтрейна Элвин Джонс составили слаженный ансамбль. Элвин Джонс сыграл и на наиболее высоко оценённом критиками альбоме Янга Unity и, вместе с Грином, на Into Somethin'.
В 1965 году проходят гастроли по Европе.

### 1970-е
В 1969-м Ларри Янг принимает участие в записи пластинки Майлза Дэвиса Bitches Brew — одной из основополагающих работ фьюжна. В это же время вместе с Джоном Маклафлином входит в состав The Lifetime — группы барабанщика Тони Уильямса. Вместе с The Lifetime Янг записывает три альбома с 1969 по 1971 год: Emergency!, Turn It Over и Ego. В 1970 году на альбоме Маклафлина Devotion играет на органе и электропиано. В этот период манера и звучание Янга заметно меняются под влиянием рок-музыки.
Продолжительный джем-сейшн с Джими Хендриксом, басистом Дэйвом Холландом и барабанщиком Бадди Майлзом 14 апреля 1969 года записывается на плёнку. Часть этой записи выйдет на посмертном альбоме Хендрикса Nine to the Universe в 1980 году. Более полная версия этой сессии доступна на бокс-сете West Coast Seattle Boy.
В 1972 принимает участие в записи альбома Джона Маклафлина и Карлоса Сантаны Love Devotion Surrender — ещё одной значимой работы фьюжна, которую можно рассматривать как своеобразный трибьют Джону Колтрейну. В рамках последовавшего турне в сентябре 1973 года в The Chicago Amphitheatre с участием Билли Кобэма записывается концертный альбом Live In Chicago.
Также в 1972 году записан единственный одноимённый альбом группы Love Cry Want.
В период с 1973 по 1977 годы Янг выпустил ещё четыре сольных альбома. Реализовывал идею объединения фанка и фри-джаза — направление, получившее название фри-фанк(Lawrence of Newark). Большого коммерческого успеха эти альбомы не имели.
30 марта 1978 года Ларри Янг неожиданно умер в госпитале в Нью-Йорке, по официальным данным, от пневмонии. Согласно ряду источников, истинные причины смерти остались неясны.

## Дискография

### Бэндлидер
- Testifying 1960 (Prestige)
- Young Blues 1960 (Prestige)
- Groove Street 1962 (Prestige)
- Into Somethin' записан в 1964, выпущен в 1965 (Blue Note)
- Unity 1965 (Blue Note)
- Of Love And Peace 1966 (Blue Note)
- Contrasts 1967 (Blue Note)
- Heaven On Earth 1968 (Blue Note)
- Mother Ship 1969 (Blue Note)
- Lawrence of Newark 1973 (Perception Records)
- Fuel 1974 (Arista)
- Spaceball 1976 (Arista)
- The Magician 1977 (Acanta/Bellaphon)

#### Сборники
- The Complete Blue Note Recordings Of Larry Young: бокс-сет, 6CD, 1991 (Mosaic Records)
- The Art Of Larry Young 1992 (Blue Note)
- Some Thorny Blues 2014

### The Tony Williams Lifetime
- Emergency! 1969
- Turn It Over 1970
- Ego 1971

### Love Cry Want
- Love Cry Want 1972, выпущен в 1997

### Сайдмэн
- С Джимми Форрестом
  - Forrest Fire 1960 (Prestige New Jazz)
- C Торнелом Шварцем
  - Soul Cookin' 1962 (Argo) (под псевдонимом Лоренс Олдс / Lawrence Olds[13])
- C Эттой Джонс
  - Love Shout[англ.] 1963 (Prestige)
- С Букером Эрвином и Пони Пойндекстером
  - Gumbo! 1963 (Prestige) (Ларри Янг играл на бонус-треках, добавленных при переиздании 1999 года[14])
- C Грантом Грином
  - Talkin' About 1964 (Blue Note)
  - I Want To Hold Your Hand 1965 (Blue Note)
  - His Majesty King Funk 1965 (Verve)[15]
  - Street Of Dreams 1967 (Blue Note)
- C Натаном Дэвисом
  - Happy Girl 1965 (SABA/Polydor) (на фортепиано[16])
- C Вуди Шо
  - In The Beginning: запись 1965, выпущена в 1983 (Muse) (на фортепиано[17])
- C Джими Хендриксом
  - Hells Session: бутлег, запись 1968, выпущен в 1987 (треки «Voodoo Blues» и «Tunnel Of Love»)[18]
  - Nine To The Universe: запись 1969, выпущена в 1979 (WEA/Polydor) (один трек — джем, озаглавленный «Young/Hendrix», записан 15 мая 1969 года в Нью-Йорке[19])
  - The Jimi Hendrix Experience: бокс-сет, 4CD, выпущен в 2000 (трек «It’s Too Bad»[20])
- C Джоном Маклафлином
  - Devotion 1970 (Douglas)
- C Майлзом Дэвисом
  - Bitches Brew 1970 (Columbia)
  - The Complete Bitches Brew Sessions: записи 1970, выпущен в 1998 (Columbla)
  - Isle Of Wight: выпущен в 1987 (CBS) (трек «The Little Blue Frog»[21])
  - Big Fun: записи 1969, выпущен в 1974 (бонус-треки «Trevere», «The Little Blue Frog»[22])
- C Карлосом Сантаной и Джоном Маклафлином
  - Love Devotion Surrender 1973 (Columbia)
  - Live In Chicago 1973 (бутлег, запись 1 сентября 1973, выпущен в 1990[10])
- С Ленни Уайтом
  - Venusian Summer 1975 (Atlantic) (в одном треке — «Mating Drive»[23])
- С Джо Чемберсом
  - Double Exposure 1978 (Muse)